# Aeroportul Waco Kungo
Aeroportul Waco Kungo (IATA: CEO, ICAO: FNWK) este un aeroport din Provincia Benguela, Angola ce deservește zona Waku-Kungo.
Situat la o altitudine de 1.318 m, aeroportul dispune de o singură pistă.